# John Paul Broeders
J.P.H. (John) Broeders (9 april 1964 – 15 mei 2011) was een Nederlands bestuurder en topfunctionaris. 

## Levensloop
John Broeders studeerde bedrijfskunde aan de Rijksuniversiteit Groningen. Hij trad in 1990 in dienst bij Phs. van Ommeren. Tot het jaar 2000 vervulde Broeders daar diverse management functies. Van 2000 tot 2004 was Broeders lid van de raad van bestuur van het Koninklijke Vopak. Van 2004 tot 2006 functioneerde hij als president bij de divisie Azië van dit bedrijf. Sinds 2006 was Broeders bestuursvoorzitter van het Koninklijke Vopak. 
In 2009 werd Broeders verkozen tot topman van het jaar. John Broeders was getrouwd en kreeg uit zijn huwelijk twee kinderen. 